# Igualeja
Igualeja és un poble de la província de Màlaga (Andalusia), que pertany a la comarca de la Serranía de Ronda.

## Història
La primera referència històrica d'aquest poble és del segle xv. En aquesta època pertanyia a la cora (província) de Takurunna, integrada en el regne nazarí de Granada. El nom d'Igualeja podria provenir del terme àrab al-walay, que significa "el recode", o bé del castellà "iguales", que faria referència al repartiment igualitari realitzat pels cristians després de l'expulsió dels moriscs en 1570.